# Deutscher Soldatenfriedhof Joachimów-Mogiły

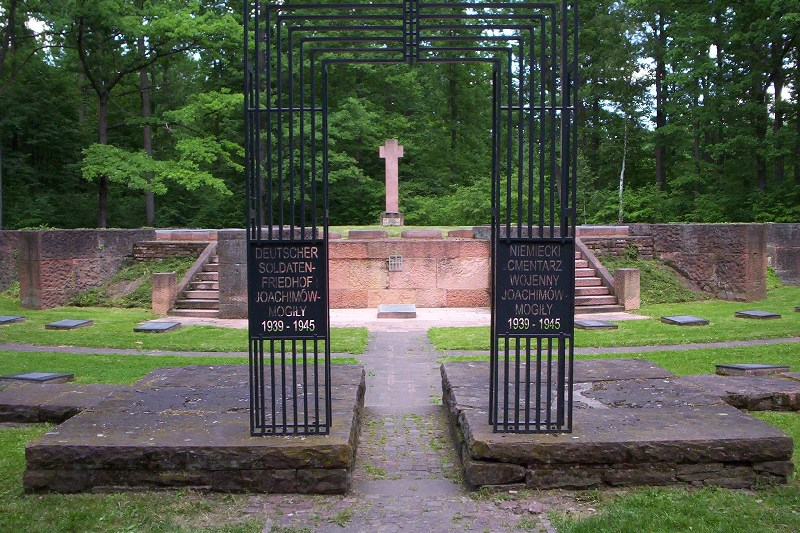
Deutscher Soldatenfriedhof Joachimów-Mogiły

Auf dem Deutschen Soldatenfriedhof Joachimów-Mogiły im Park von Bolimów ruhen 2500 deutsche Soldaten des Zweiten Weltkrieges.

## Beschreibung
Die kreisförmige Anlage wurde bereits nach dem Ersten Weltkrieg angelegt. Wegen des Ausbruchs des Zweiten Weltkriegs unterblieb die Einbettung der Gefallenen. 1991 und 1992 wurden 2556 Gefallene des Powązki-Friedhofs in Warschau hierher umgebettet.
Ca. 100 m benachbart ist eine Kriegsgräberstätte von Toten der russischen und der deutschen Armee im Ersten Weltkrieg. Diese Toten wurden 2014–2018 aus den umliegenden Wäldern geborgen.